# Remstal Gartenschau 2019

Logo der Remstal-Gartenschau 2019

Die Remstal Gartenschau 2019 (auch Grünprojekt Remstal genannt) vom 10. Mai bis 20. Oktober 2019 war eine Gartenschau des Landes Baden-Württemberg, welche im Remstal stattfand. Solche ehemals Grünprojekt genannten „kleinen“ Gartenschauen wechseln sich jährlich mit den Landesgartenschauen ab.

## Konzept
Sie stand unter dem Motto „Entdecke den unendlichen Garten“ und gilt als erste Gartenschau, die entlang eines kompletten Flusslaufs realisiert wurde und als erste Gartenschau in Deutschland, die in sechzehn Städten und Gemeinden stattfand. An vielen Stellen wurden Renaturierungsmaßnahmen durchgeführt. Hecken und Bäume im Uferbereich wurden teilweise entfernt, um den Fluss von Fahrrad- und Wanderwegen aus sichtbar zu machen. Steile Uferbereiche wurden umgebaut, so dass der Fluss für Besucher leichter zugänglich wurde. Im Rahmen des Projekts „16 Stationen“ gestalteten 16 Architekturbüros je ein Bauwerk oder eine Skulptur in jeder Gemeinde.

## Teilnehmer
Folgende Kommunen der Landkreise Ostalb, Rems-Murr und Ludwigsburg beteiligten sich an dieser Gartenschau:
| Nr. | Landkreis   | Gemeinde             | 16 Stationen      | 16 Stationen                    | 16 Stationen |
| 1   | Ostalb      | Essingen             | Markante Treppe   | 48.7932 9.9963                  |              |
| 2   | Ostalb      | Mögglingen           | Freiheitsstatue   | 48.834611111111 9.94175         |              |
| 3   | Ostalb      | Böbingen an der Rems | Weißes Dach       | 48.814295 9.920901              |              |
| 4   | Ostalb      | Schwäbisch Gmünd     | Lindenturm        | 48.80525 9.79286                |              |
| 5   | Ostalb      | Lorch                | Gehäkeltes Haus   | 48.798738 9.70428               |              |
| 6   | Rems-Murr   | Plüderhausen         | Hochzeitsturm     | 48.800277777778 9.6049166666667 |              |
| 7   | Rems-Murr   | Urbach               | Turm an der Birke | 48.802541 9.565532              |              |
| 8   | Rems-Murr   | Schorndorf           | Prisma            | 48.816047 9.513034              |              |
| 9   | Rems-Murr   | Winterbach           | Monopteros        | 48.79795 9.4628                 |              |
| 10  | Rems-Murr   | Remshalden           | Rosenpavillon     | 48.815943 9.42765               |              |
| 11  | Rems-Murr   | Weinstadt            | Kaminhaus         | 48.816107 9.364625              |              |
| 12  | Rems-Murr   | Korb                 | Fernsehen in Korb | 48.83225 9.375331               |              |
| 13  | Rems-Murr   | Kernen im Remstal    | Wengerterhäuschen | 48.7872 9.3218                  |              |
| 14  | Rems-Murr   | Waiblingen           | Weißes Haus       | 48.83436 9.3186                 |              |
| 15  | Rems-Murr   | Fellbach             | Belvedere         | 48.797471 9.297623              |              |
| 16  | Ludwigsburg | Remseck am Neckar    | Badehaus          | 48.87338 9.2747                 |              |

Die sich auf einer Länge von achtzig Kilometern erstreckenden Bereiche dieser Gartenschau waren überwiegend frei zugänglich. Lediglich in Schwäbisch Gmünd und Schorndorf gab es eintrittspflichtige Gartenschaubereiche, die sogenannten „Erlebnisgärten“. Anlässlich der Remstal-Gartenschau erschien ein Marco Polo Reiseführer „Remstal“.